# 塞维尼拉福雷
塞维尼拉福雷（法語：Sévigny-la-Forêt，法語發音：[seviɲi la fɔʁɛ]）是法国阿登省的一个市镇，属于沙勒维尔-梅济耶尔区。

## 地理
塞维尼拉福雷（49°53'13"N, 4°29'36"E）面积26.13 平方千米，位于法国大東部大區阿登省，该省份为法国北部内陆省份，西接埃纳省，南至马恩省，东临默兹省，北与比利时接壤。
与塞维尼拉福雷接壤的市镇（或旧市镇、城区）包括：索尔莫讷河畔沙特莱、希利、埃塔勒、莫贝尔方丹、罗克鲁瓦、塔耶特。

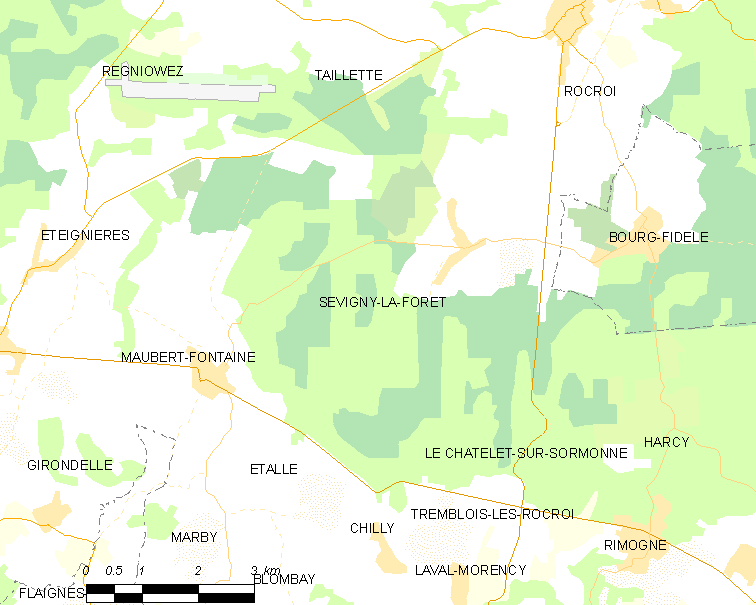
塞维尼拉福雷的OSM定位图

塞维尼拉福雷的时区为UTC+01:00、UTC+02:00（夏令时）。

## 行政
塞维尼拉福雷的邮政编码为08230，INSEE市镇编码为08417。

## 政治
塞维尼拉福雷所属的省级选区为罗克鲁瓦县。

## 人口

1962-2008年间塞维尼拉福雷人口变化图示

塞维尼拉福雷于2022年1月1日时的人口数量为274人。